# ورلي الأسنان
ورلي الأسنان (الاسم العلمي:†Varanodon) هو جنس منقرض من الحيوانات يتبع فصيلة ورلية العيون من رتبة البليكوصوريات.

## أنواع ورلي الأسنان
- ورلي الأسنان السريع